# These Days (álbum)
These Days es el sexto álbum de estudio de la banda estadounidense de rock Bon Jovi, lanzado al mercado por Mercury Records en junio de 1995, y el primero que publicaron después de la salida del bajista original Alec John Such, a quien sustituyó Hugh McDonald. Esta producción prosigue la senda de Keep the Faith, pero con un sonido más cercano al pop rock contemporáneo, y que a su vez toma elementos de grupos alternativos como Pearl Jam o Tool, entre otros, con la intención de darle un aire más noventero. These Days tuvo una gran acogida en Europa, donde alcanzó el número uno en las listas de ocho países y consiguió otros tantos discos de platino, entre ellos un doble platino en España y otro en el Reino Unido. También llegó al primer puesto en Japón (donde fue triple platino), Canadá (doble platino), Australia y Corea del Sur. En los Estados Unidos se posicionó entre los diez primeros del Billboard 200 y logró un disco de platino, pero tuvo una repercusión mucho menor que sus predecesores.
Este fue el álbum de Bon Jovi que más sencillos posicionó en la lista UK Singles Chart del Reino Unido, con un total de cinco, si bien ninguno llegó al primer puesto. A nivel global, el sencillo «This Ain't a Love Song» fue el que mejor acogida tuvo, destacando el número uno en Finlandia, sin embargo, el resto se quedaron muy por detrás, y tan solo «Something for the Pain» y «Lie to Me» accedieron al top 10 en Finlandia y este último en Suiza.
These Days recibió buenas críticas por parte de los medios especializados. La revista Q lo definió como el mejor momento musical de la banda y, además, lo colocó en el segundo puesto de su lista de los 20 mejores álbumes de 1995. Stephen Thomas Erlewine de AllMusic señaló que Bon Jovi se estaba volviendo más fuerte musicalmente a medida que pasaban los años, y Mariano Muniesa de Mariskal Rock catalogó el álbum como «una obra musical madura e inteligente».

## Antecedentes

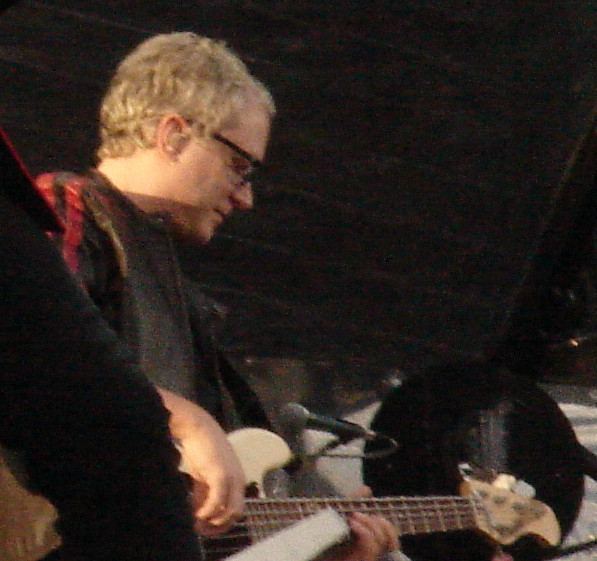
Hugh McDonald sustituyó a Alec Jonh Such como nuevo bajista.

En 1994 Bon Jovi decidió expulsar al bajista Alec John Such, lo que supuso el primer gran cambio en la formación desde su nacimiento. Surgieron rumores de que había sido despedido por haber revelado secretos íntimos del grupo en una entrevista con el periodista David Ling, algo que nunca se demostró. Ante estas especulaciones, Jon Bon Jovi respondió que «lo que sucede en familia, se queda en familia». Poco tiempo después, el propio vocalista y Richie Sambora comentaron en un episodio de Behind the Music que Such fue despedido porque no estaban contentos con su desempeño sobre el escenario y por su mala calidad en las sesiones de grabación de Cross Road. Como sustituto contrataron a Hugh McDonald, quien ya había trabajado anteriormente con la banda en la grabación de «Runaway» y algunos temas pertenecientes a Slippery When Wet, New Jersey y Keep the Faith. El nuevo bajista se incorporó como miembro no oficial y la formación pasó a convertirse en un cuarteto, circunstancia que perduró hasta 2016, cuando decidieron incluirle como uno de los músicos principales.
Al margen de esto, el grupo venía de cosechar una gran repercusión con su recopilatorio de grandes éxitos Cross Road que vendió veintidós millones de copias y se convirtió en su segundo lanzamiento más rentable tras Slippery When Wet. Además, su sencillo «Always» también obtuvo un gran recibimiento y alcanzó el número 1 en la lista global europea, el 2 en el Reino Unido y en Australia, el 4 en los Estados Unidos, y consiguió cuatro discos de platino (dos en Australia, uno en los Estados Unidos y otro en el Reino Unido). A finales de ese año celebraron la minigira Crossroad Promo Tour para promocionar el recopilatorio, e interpretaron algunos de los temas que después formarían parte del nuevo álbum.

## Composición y grabación
A principios de 1994, una vez finalizada la gira I'll Sleep When I'm Dead Tour del álbum Keep the Faith, el grupo se encontraba en un periodo de descanso y Jon Bon Jovi aprovechó para escribir la primera canción del nuevo álbum: «Something to Believe In». En los meses siguientes se volvió a reunir con Richie Sambora y Desmond Child para trabajar en la composición de un nuevo LP; durante estas sesiones escribieron alrededor de cuarenta temas. Mercury Records tenía la intención de lanzar el nuevo álbum a finales de ese mismo año, pero la banda prefirió tomarse las cosas con calma y disponer del tiempo necesario para poder pulir mejor las canciones.
La grabación del disco se desarrolló en Nashville en octubre de ese año y la producción la llevaron a cabo Bon Jovi y Sambora en colaboración con Peter Collins, pero tras dos semanas de trabajo el vocalista no estaba nada satisfecho con los resultados, así que decidió desechar todo el material y comenzar de nuevo en un estudio diferente. Así, en noviembre se trasladaron al estudio personal de Jon Bon Jovi en Nueva York y allí comenzaron grabando las partes más básicas de la mayoría de canciones. Tras un paréntesis por la boda del guitarrista, en febrero de 1995 emprendieron la siguiente fase de grabación que llevaron a cabo en distintos estudios de Los Ángeles como los One On One y los Ocean Way Recording, mientras que la mezcla corrió a cargo de Bob Clearmountain en los A&M Studios.

## Música y estilo
Al igual que hicieron con Keep the Faith, el grupo volvió a modificar ligeramente su sonido para adaptarlo al nuevo panorama musical dominado por lo alternativo. En un principio, Jon Bon Jovi mostró su rechazo a este tipo de música, pero posteriormente confesó haber estado escuchando a bandas alternativas como Nine Inch Nails o Tool, y si bien aclaró que él no hacía ese tipo de música, reconoció haberse inspirado en ellas para la composición del nuevo disco y para refrescar el sonido de la banda.

«¿Cuántas bandas alternativas más puedes soportar antes de que quieras vomitar? Me imagino que la moda es moda, y hemos existido el tiempo suficiente para que la moda vaya y venga. Y los buenos sobrevivirán -Pearl Jam seguirá existiendo- y los malos harán un segundo o tercer álbum y se desvanecerán. No puedo fingir que escribo lo que no escribo, y no voy saltar al barco de la moda porque sería una tontería. Entonces, estoy escribiendo cosas que significan algo para mí, y espero que a la gente le gusten. Esa es la única actitud que puedo adoptar».
Jon Bon Jovi en 1994.

«He estado escuchando mucho a bandas como Nine Inch Nails y Tool. Yo no escribo ese tipo de canciones, pero seguro que te hace pensar. Porque no podía soportar otro esquema de rimas moon-june-spoon que es la séptima generación de algo que Def Leppard inició y que nosotros aprovechamos o lo que sea».
Jon Bon Jovi en 1995.

These Days continuó por la senda de Keep the Faith, pero también recuperó elementos de New Jersey, no obstante, «Diamond Ring» era una pista antigua que se escribió para ese álbum. Además, se introdujeron conceptos más contemporáneos de grupos como Pearl Jam o Tool. Entre el repertorio de temas también se pueden apreciar otras influencias: el sonido de guitarras de «These Days» se asemeja al de grupos como Soul Asylum, la parte intermedia de «Lie To Me» recuerda a «Strawberry Fields Forever» de The Beatles, «Damned» se siente más cercana al sonido alternativo de los noventa, pero al mismo tiempo su ritmo la empareja con «Sympathy for the Devil» de The Rolling Stones, «(It's Hard) Letting You Go» emana un cierto aroma a Bob Dylan, y «If That's What It Takes» y «Diamond Ring», aunque contienen una estructura clásica en su composición, en la producción se les dotó de un sonido más propio de los noventa, que era lo que buscaba la banda en ese momento.

## Recepción comercial
These Days vendió 5,4 millones de álbumes en los primeros seis meses de salir a la venta y, por primera vez, Bon Jovi obtuvo más éxito con un álbum fuera de los Estados Unidos que en su propio país. En tierras norteamericanas el LP llegó al puesto 9 del Billboard 200 y obtuvo un disco de platino por vender un millón de copias, mientras que en Canadá alcanzó el primer puesto de la lista y fue certificado como doble platino.
Pero su mayor éxito lo cosechó en Europa, donde alcanzó el número uno en las listas de ocho países y en la lista global europea: en el Reino Unido sustituyó al álbum HIStory de Michael Jackson en el primer puesto del UK Albums Chart, donde aguantó cuatro semanas consecutivas. También llegó a la cima en Alemania, Austria, Finlandia, Irlanda, Países Bajos, Portugal y Suiza, y se posicionó entre los diez primeros en Hungría, Suecia (2), Bélgica, España, Italia (3), Dinamarca (5), Francia y Noruega (7). Además, obtuvo el doble platino en España y el Reino Unido, un disco de platino en Austria, Finlandia, Países Bajos y Suiza, el doble disco de oro en Francia y uno en Alemania y Bélgica. En el resto del mundo, llegó a lo más alto en Australia, Japón y Corea del Sur, y al número tres en Argentina. En tierras niponas fue certificado como triple platino tras vender 1,2 millones de copias, mientras que en Oceanía logró el disco de platino en Australia y el de oro en Nueva Zelanda.
Este fue el álbum de Bon Jovi que más sencillos logró posicionar en la lista británica: «This Ain't a Love Song» (6), «These Days» (7) y «Something for the Pain» (8) se colocaron entre los diez más vendidos, mientras que «Hey God» y «Lie to Me» llegaron al número 13 y 42, respectivamente. En el resto del mundo «This Ain't a Love Song» fue el sencillo que mejor acogida tuvo: logró un disco de oro en Australia y alcanzó el número uno en Finlandia, el dos en Canadá, el tres en los Países Bajos, el cuatro en Suiza y Australia, el seis en Austria, el ocho en Francia y el nueve en Alemania. Bon Jovi también lanzó una versión en español de esta canción para España y Latinoamérica titulada «Como yo nadie te ha amado»; según Rock FM, fue número uno en las principales listas de Hispanoamérica. Por su parte, «Something for the Pain» alcanzó el cuarto puesto en Finlandia y el décimo en Suiza, y «Lie to Me» llegó al número nueve en Finlandia.

## Recepción de la crítica
These Days recibió mayormente críticas favorables por parte de los medios especializados. Tras la publicación del disco, la revista Q escribió que Cross Road y «Always» confirmaron que Bon Jovi sobreviviría al grunge y These Days consolidó su estatus al desbancar del primer puesto al álbum HIStory de Michael Jackson en el Reino Unido. Asimismo, destacó los temas «Hey God», «Lie to Me» y «Something to Believe In» como lo mejor del disco y añadió que este fue posiblemente el mejor momento musical de la banda hasta la fecha. Por su parte, la revista Billboard comentó que «con una colección de baladas y [temas] roqueros bien escritos, la banda de Jersey demuestra que todavía pertenece al top 40 y a las ondas de álbumes de rock y en los corazones de sus seguidores».
Stephen Thomas Erlewine de AllMusic concluyó que «a medida que pasan los años, Bon Jovi se vuelve más fuerte musicalmente. No sólo sus mejores canciones son más fuertes ahora, sino que su interpretación es más lograda. Teniendo en cuenta estas mejoras, no sorprende que fuera una de las pocas bandas de pop-metal que mantuvieron una carrera a mediados de los 90». Por su parte, Mariano Muniesa de Mariskal Rock catalogó el álbum como «una obra musical madura e inteligente», con «un sonido personal y reconocible» y cuyas canciones poseían «una calidad mejor todavía que las de Keep The Faith».
These Days ocupó el segundo puesto en la lista de los «50 mejores álbumes de 1995» de la revista Q, solo superado por The Great Escape de la banda británica Blur.

## Gira y conciertos

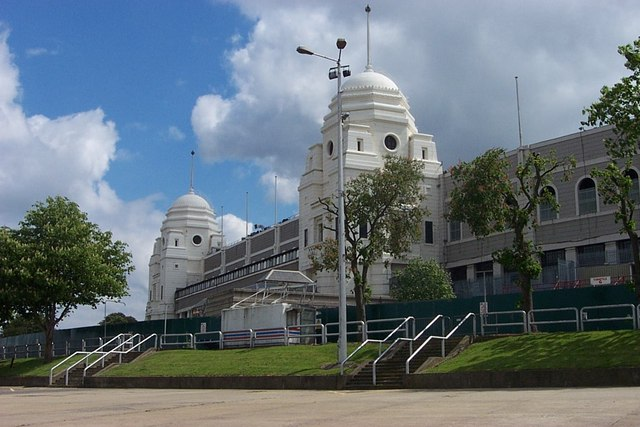
Zona exterior del antiguo estadio de Wembley, en el que Bon Jovi actuó en junio de 1995.

El These Days Tour comenzó el 26 de abril de 1995 con una gira por Asia que iniciaron en la India, para después recorrer otros ocho países del continente hasta culminar el 19 de mayo en el Tokyo Dome de Japón, con un total de once fechas. Tan solo unos días después, el 23 de mayo, comenzaron la gira europea en Milán (Italia) y después viajaron a Alemania donde ofrecieron nueve conciertos, más que en ningún otro país de Europa. A continuación visitaron los Países Bajos, Suiza, Austria, España (con un concierto en el Olímpico Lluís Companys de Barcelona), Portugal y Bélgica, con una única presentación en cada país.
El 21 de junio comenzaron una serie de seis conciertos en el Reino Unido; los más importantes fueron los ofrecidos en el Estadio Wembley de Londres los días 23, 24 y 25 de ese mes, con tres noches seguidas a lleno completo en las que se dieron cita 72 000 personas cada día. En ellos aprovecharon para tocar algunos temas poco usuales como «Good Guys Don't Always Wear White» (canción de Bon Jovi perteneciente a la banda sonora de la película The Cowboy Way), temas en solitario de los miembros del grupo como «Blaze of Glory» y «Blood Money» de Jon Bon Jovi o «Stranger in This Town» de Richie Sambora, además de algunas versiones de otros artistas: «Rockin' All Over the World» de John Fogerty, «Can't Help Falling in Love» de Elvis Presley, «Having a Party» de Sam Cooke y «I Don't Like Mondays» de Bob Geldof. La tercera noche fue grabada y editada en VHS bajo el título Live From London —sin embargo, solo se recopilaron once temas de ese espectáculo que tuvo más de veinte—. En 2003 el vídeo del concierto fue reeditado en DVD, pero no se incluyó ninguna canción nueva.
Tras abandonar las islas británicas tocaron en Francia, Irlanda, Suecia y concluyeron la primera etapa europea de la gira el 9 de julio en la República Checa. El 21 de julio iniciaron una larga gira por Norte América que culminó el 22 de octubre en el Palacio de los Deportes de Ciudad de México. Seguidamente viajaron a Sudamérica, donde ofrecieron tres conciertos en Brasil y uno en Venezuela, Ecuador, Colombia y Argentina. El 8 de noviembre visitaron Oceanía con cinco presentaciones en Australia y una en Nueva Zelanda, y terminaron la primera parte de la gira el 3 de diciembre en Sudáfrica. Por otra parte, el 23 de noviembre de 1995 actuaron en los MTV Europe Music Awards celebrados en París, donde interpretaron el sencillo «Hey God» en directo.
Tras un largo descanso, el 14 de mayo de 1996 iniciaron una extensión de la gira. Primero regresaron a Japón, donde realizaron cinco actuaciones, tres de ellas en el Estadio de Yokohama los días 18, 19 y 20 de ese mes, emulando así el triple concierto de Wembley del año anterior. La última etapa de la gira se desarrolló nuevamente en Europa, donde viajaron por segunda vez a España y tocaron en Madrid, Gijón y Pamplona los días 1, 4 y 6 de junio respectivamente. También repitieron en muchos otros países, especialmente en Alemania, donde realizaron otras ocho presentaciones en diferentes ciudades. Sin embargo, tan solo actuaron en tres países que no habían visitado en la etapa anterior: Hungría, Escocia y Finlandia, lugar en el que pusieron punto final al These Days Tour el 19 de julio de 1996.

## Canciones del álbum
| N.º   | Título                               | Escritor(es)                     | Duración |  |
| 1.    | «Hey God»                            | Jon Bon Jovi, Richie Sambora     | 6:03     |  |
| 2.    | «Something for the Pain»             | Bon Jovi, Sambora, Desmond Child | 4:46     |  |
| 3.    | «This Ain't a Love Song»             | Bon Jovi, Sambora, Child         | 5:06     |  |
| 4.    | «These Days»                         | Bon Jovi, Sambora                | 6:26     |  |
| 5.    | «Lie to Me»                          | Bon Jovi, Sambora                | 5:34     |  |
| 6.    | «Damned»                             | Bon Jovi, Sambora                | 4:35     |  |
| 7.    | «My Guitar Lies Bleeding in My Arms» | Bon Jovi, Sambora                | 5:42     |  |
| 8.    | «(It's Hard) Letting You Go»         | Bon Jovi                         | 5:50     |  |
| 9.    | «Hearts Breaking Even»               | Bon Jovi, Child                  | 5:05     |  |
| 10.   | «Something to Believe In»            | Bon Jovi                         | 5:25     |  |
| 11.   | «If That's What It Takes»            | Bon Jovi, Sambora                | 5:17     |  |
| 12.   | «Diamond Ring»                       | Bon Jovi, Sambora, Child         | 3:46     |  |
| 63:55 |                                      |                                  |          |  |

| Edición original europea |                                         |                   |          |  |
| N.º                      | Título                                  | Escritor(es)      | Duración |  |
| 13.                      | «All I Want Is Everything» (tema extra) | Bon Jovi, Sambora | 5:18     |  |
| 14.                      | «Bitter Wine» (tema extra)              | Bon Jovi, Sambora | 4:36     |  |

| Edición original latinoamericana |                                                                              |                   |          |  |
| N.º                              | Título                                                                       | Escritor(es)      | Duración |  |
| 13.                              | «All I Want Is Everything» (tema extra)                                      | Bon Jovi, Sambora | 5:18     |  |
| 14.                              | «Como yo nadie te ha amado» (versión en español de «This Ain't A Love Song») |                   | 5:07     |  |

| Edición especial europea de 1996 (disco 2) |                                                                                                   |                             |          |  |
| N.º                                        | Título                                                                                            | Escritor(es)                | Duración |  |
| 1.                                         | «Fields of Fire» (demo)                                                                           | Bon Jovi                    | 4:10     |  |
| 2.                                         | «I Thank You» (versión de Isaac Hayes)                                                            | Isaac Hayes, David Potter   | 3:14     |  |
| 3.                                         | «Mrs. Robinson» (versión de Paul Simon interpretada en vivo.)                                     | Paul Simon                  | 3:21     |  |
| 4.                                         | «Let's Make It Baby» (demo)                                                                       | Bon Jovi, Sambora, Child    | 6:19     |  |
| 5.                                         | «I Don't Like Mondays» (versión de Bob Geldof interpretada en vivo en el Estadio Wembley en 1995) | Bob Geldof                  | 5:59     |  |
| 6.                                         | «Crazy» (versión de Willie Nelson interpretada en vivo por Tico Torres.)                          | Willie Nelson               | 3:29     |  |
| 7.                                         | «Tumblin' Dice» (versión de The Rolling Stones interpretada en vivo por David Bryan.)             | Mick Jagger, Keith Richards | 4:17     |  |
| 8.                                         | «Heaven Help Us All» (versión de Ron Miller interpretada en vivo por Richie Sambora.)             | Ron Miller                  | 4:34     |  |

| Edición especial japonesa de 1998 (disco 2) |                                                                                                   |          |  |
| N.º                                         | Título                                                                                            | Duración |  |
| 1.                                          | «This Ain't a Love Song» (interpretada en vivo en Wembley en 1995)                                |          |  |
| 2.                                          | «Hey God» (interpretada en vivo en Johannesburgo en 1995)                                         |          |  |
| 3.                                          | «These Days» (interpretada en vivo en Johannesburgo en 1995)                                      |          |  |
| 4.                                          | «Something for the Pain» (interpretada en vivo en el Miami Arena en 1995)                         |          |  |
| 5.                                          | «(It's Hard) Letting You Go» (interpretada en vivo en Johannesburgo en 1995)                      |          |  |
| 6.                                          | «Rockin' in the Free World» (versión de Neil Young interpretada en vivo en Johannesburgo en 1995) |          |  |
| 7.                                          | «634-5789» (demo)                                                                                 |          |  |
| 8.                                          | «All I Want Is Everything»                                                                        |          |  |
| 9.                                          | «Bitter Wine»                                                                                     |          |  |

| Edición remasterizada de 1998 |                              |              |          |  |
| N.º                           | Título                       | Escritor(es) | Duración |  |
| 13.                           | «Bitter Wine» (tema extra)   |              | 4:34     |  |
| 14.                           | «These Days» (video oficial) |              |          |  |

| Edición especial de 2010 |                                    |          |  |
| N.º                      | Título                             | Duración |  |
| 13.                      | «This Ain't a Love Song» (en vivo) | 7:13     |  |
| 14.                      | «Diamond Ring» (en vivo)           | 4:42     |  |

| Lados B y canciones no incluidas | |          |  |
| N.º                              | Título | Duración |  |
| 1.                               | «634 5789» (lado B de los sencillos «Something For The Pain / Lie To Me» y «These Days».)                 | 3:08     |  |
| 2.                               | «Fields Of Fire» (lado B del maxisencillo «Hey God».)                                                     | 4:12     |  |
| 3.                               | «Flesh and Bone» (demo. Incluido en la caja recopilatoria 100M Bon Jovi Fans Can't Be Wrong.)             | 5:01     |  |
| 4.                               | «Gotta Have a Reason» (demo. Incluido en la caja recopilatoria 100M Bon Jovi Fans Can't Be Wrong.)        | 5:00     |  |
| 5.                               | «I Just Want To Be Your Man» (demo. Incluido en la caja recopilatoria 100M Bon Jovi Fans Can't Be Wrong.) | 3:29     |  |
| 6.                               | «Let's Make It Baby» (lado B del maxisencillo «Hey God».)                                                 | 6:20     |  |
| 7.                               | «Lonely At The Top» (lado B de los sencillos «This Ain't a Love Song» y «These Days».)                    | 4:15     |  |
| 8.                               | «Nobody's Hero» (demo. Incluido en la caja recopilatoria 100M Bon Jovi Fans Can't Be Wrong.)              | 4:32     |  |
| 9.                               | «Prostitute» (lado B del maxisencillo «This Ain't a Love Song».)                                          | 4:30     |  |
| 10.                              | «The End» (lado B de los sencillos «These Days» y «Hey God».)                                             | 3:40     |  |
| 11.                              | «The Fire Inside» (demo. Incluido en la caja recopilatoria 100M Bon Jovi Fans Can't Be Wrong.)            | 4:51     |  |
| 12.                              | «Wedding Day» (edición limitada exclusiva para Alemania y Lado B del sencillo «This Ain't a Love Song».)  | 4:58     |  |
| 13.                              | «When She Comes» (lado B de los sencillos «This Ain't a Love Song», «These Days» y «Hey God».)            | 3:28     |  |

## Posicionamiento en listas
| Lista (1995)                     | Posición |
| -------------------------------- | -------- |
| Alemania (GfK Entertainment)     | 1        |
| Argentina (CAPIF)                | 3        |
| Australia (ARIA)                 | 1        |
| Austria (Ö3 Austria Top 40)      | 1        |
| Bélgica (Ultratop Flandes)       | 3        |
| Bélgica (Ultratop Valonia)       | 6        |
| Canadá (Canadian RPM 100 Albums) | 1        |
| Corea del Sur (IFPI)             | 1        |
| Dinamarca (Hitlisten)            | 5        |
| España (AFYVE)                   | 3        |
| Estados Unidos (Billboard 200)   | 9        |
| Europa (European Top 100 Albums) | 1        |
| Finlandia (SVL)                  | 1        |
| Francia (SNEP)                   | 7        |
| Hungría (MAHASZ)                 | 2        |
| Irlanda (Irish Albums Chart)     | 1        |
| Italia (FIMI)                    | 3        |
| Japón (Oricon Albums Chart)      | 1        |
| Noruega (VG-lista)               | 7        |
| Nueva Zelanda (RIANZ)            | 11       |
| Países Bajos (Dutch Charts)      | 1        |
| Portugal (AFP)                   | 1        |
| Reino Unido (UK Albums Chart)    | 1        |
| Suecia (Sverigetopplistan)       | 2        |
| Suiza (Schweizer Hitparade)      | 1        |

| Lista (1995)                     | Posición |
| -------------------------------- | -------- |
| Alemania (GfK Entertainment)     | 13       |
| Australia (ARIA)                 | 22       |
| Austria (Ö3 Austria)             | 10       |
| Bélgica (Ultratop Flandes)       | 22       |
| Bélgica (Ultratop Valonia)       | 56       |
| Canadá (RPM)                     | 36       |
| España (AFYVE)                   | 23       |
| Estados Unidos (Billboard 200)   | 144      |
| Europa (European Top 100 Albums) | 10       |
| Francia (SNEP)                   | 49       |
| Japón (Oricon Albums Chart)      | 25       |
| Países Bajos (Dutch Charts)      | 17       |
| Reino Unido (Official Charts)    | 22       |
| Suiza (Schweizer Hitparade)      | 20       |
| Lista (1996)                     | Posición |
| Alemania (GfK Entertainment)     | 31       |
| Europa (European Top 100 Albums) | 56       |
| Países Bajos (Dutch Charts)      | 63       |
| Reino Unido (Official Charts)    | 82       |

## Certificaciones
| País                                        | Certificación | Ventas por certificado | Fecha certificación  |
| ------------------------------------------- | ------------- | ---------------------- | -------------------- |
| Alemania (BVMI)                             | Oro           | 250 000                | 1995                 |
| Australia (ARIA)                            | Platino       | 70 000                 | 1995                 |
| Austria (IFPI Austria)                      | Platino       | 50 000                 | 23 de junio de 1995  |
| Bélgica (BEA)                               | Oro           | 25 000                 | 14 de julio de 1995  |
| Canadá (CRIA)                               | 2× Platino    | 200 000                | 18 de agosto de 1995 |
| España (AFYVE)                              | 2× Platino    | 200 000                |                      |
| Estados Unidos (RIAA)                       | Platino       | 1 000                  | 28 de agosto de 1995 |
| Finlandia (Musiikkituottajat)               | Platino       | 50 000                 | 1995                 |
| Francia (SNEP)                              | 2× Oro        | 200 000                | 1996                 |
| Japón (RIAJ)                                | 3× Platino    | 1 200 000              | Agosto de 1995       |
| Nueva Zelanda (RIANZ)                       | Oro           | 7500                   | 9 de julio de 1995   |
| Países Bajos (NVPI)                         | Platino       | 100 000                | 1996                 |
| Reino Unido (BPI)                           | 2× Platino    | 600 000                | 1 de junio de 1996   |
| Suiza (IFPI Suiza)                          | Platino       | 50 000                 | 1995                 |
| Ventas totales por certificación: 4.002.500 |               |                        |                      |

## Reconocimientos
| Publicación | Reconocimiento             | Posición |
| ----------- | -------------------------- | -------- |
| Q           | 50 mejores álbumes de 1995 | 2        |